# Richard Bausch
Richard Bausch (* 3. November 1869 in Zuffenhausen; † 4. Januar 1947 in Dresden) war ein deutscher Unternehmer.

## Leben

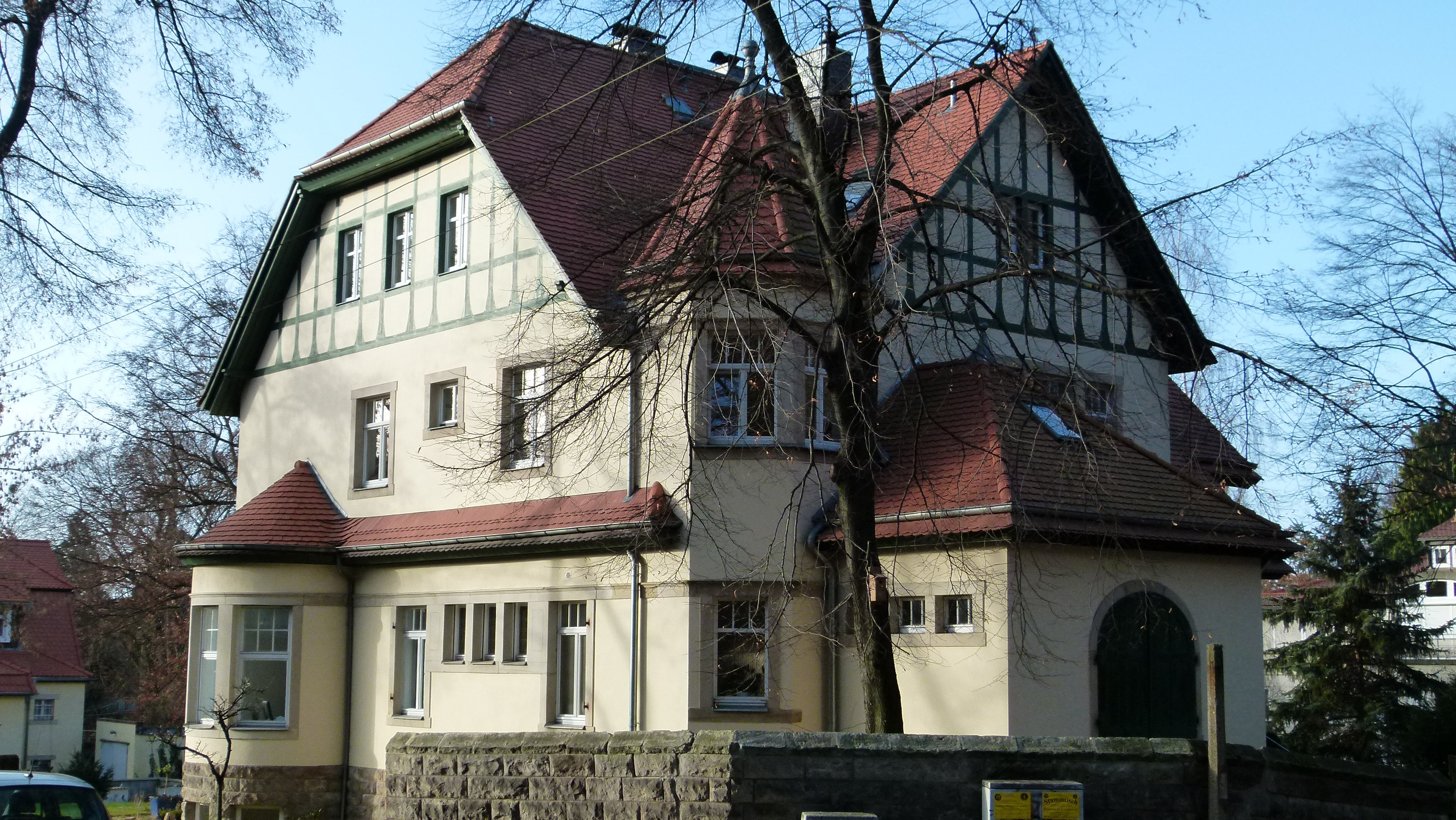
Wohnhaus von Richard Bausch in Dresden

Richard Bausch stammte aus Zuffenhausen und stieg nach Schulbesuch und Ausbildung bei der 1835 gegründeten Drogerie- und Farbwarenhandlung Gehe & Comp. in Dresden ein, die im Jahre 1903 in eine Aktiengesellschaft umgewandelt worden war. Am 1. Juli 1910 wurde er als Fachfolger von Ernst Fey leitender Direktor und später Generaldirektor dieser Firma. 1922 gründete er in der Gaisburgstraße in Stuttgart eine Zweigniederlassung, die nach dem Zweiten Weltkrieg ausgebaut wurde.
Außerdem war Richard Bausch Mitglied der Industrie- und Handelskammer Dresden und Aufsichtsratsmitglied zahlreicher Unternehmen. 1935 war er bereits im Ruhestand.
Er wohnte in Dresden-Loschwitz, Wunderlichstraße 3.
Nach Ende des Zweiten Weltkriegs wurde der Firmensitz von Dresden nach München verlegt. 2003 wurde daraus die Celesio AG. Sitz ist nunmehr Stuttgart.